# 유류 터미널

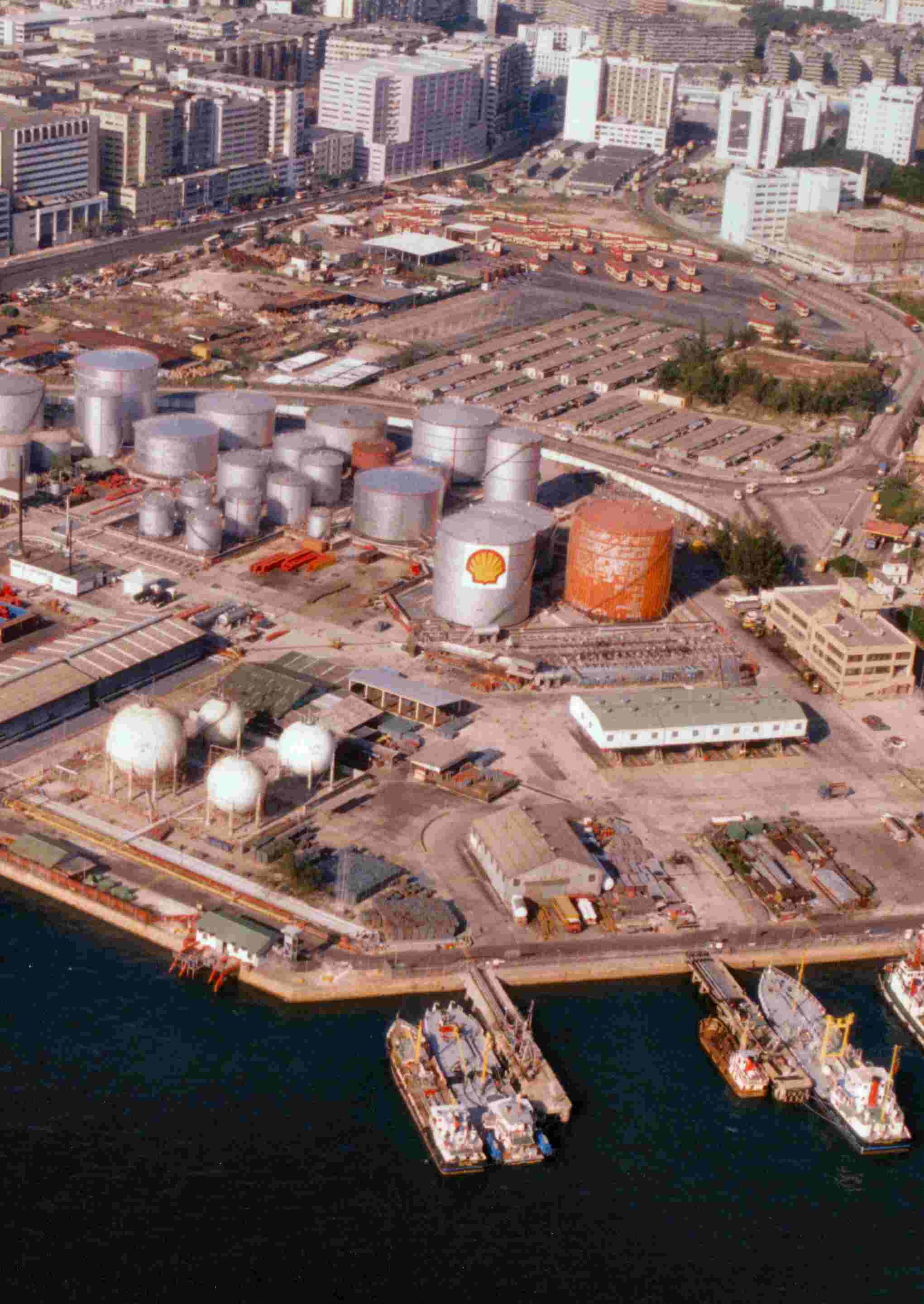
홍콩 가우룽

유류 터미널, 수상송유장치, 오일 터미널(oil terminal)은 석유 및 석유화학제품을 저장하고 이러한 제품을 최종 사용자 또는 기타 저장 시설로 운송하는 산업 시설이다. 유류 터미널에는 일반적으로 다양한 지상 또는 지하 탱크(tank farm)가 있다. 탱크 간 이송을 위한 시설, 펌핑 시설, 도로 유조선이나 바지선을 채우기 위한 로딩 갠트리, 해양 터미널의 선박 선적/하역 장비, 그리고 파이프라인 연결이 포함된다.

## 건강, 안전, 환경
건강, 안전 및 환경(HSE)을 유지하려면 창고 운영자가 제품을 안전하게 보관하고 취급하는지 확인해야 한다. 토양이나 지하수면을 손상시킬 수 있는 누수 등이 없어야 한다.
특히 휘발유 및 제트 A1 항공 연료와 같은 인화성이 높은 제품의 경우 화재 예방이 주요 고려 사항이다.